# Peugeot Quasar
La Peugeot Quasar est le premier concept car historique du constructeur automobile français Peugeot. Baptisé du nom des galaxies quasar, il est présenté au mondial de l'automobile de Paris 1984, et exposé au musée de l'Aventure Peugeot de Sochaux.

## Historique
Jean Todt, directeur emblématique de Peugeot Sport depuis 1981, connait un important succès industriel avec les Peugeot 205 de 1982, et en rallye automobile, avec les Peugeot 205 Turbo 16 de 1984 (champion du monde de rallye 1985 et 1986, et de Rallye Dakar 1987 et 1988...). La science fait d'importants progrès en astrophysique, dans le domaine de la compréhension des Quasars.

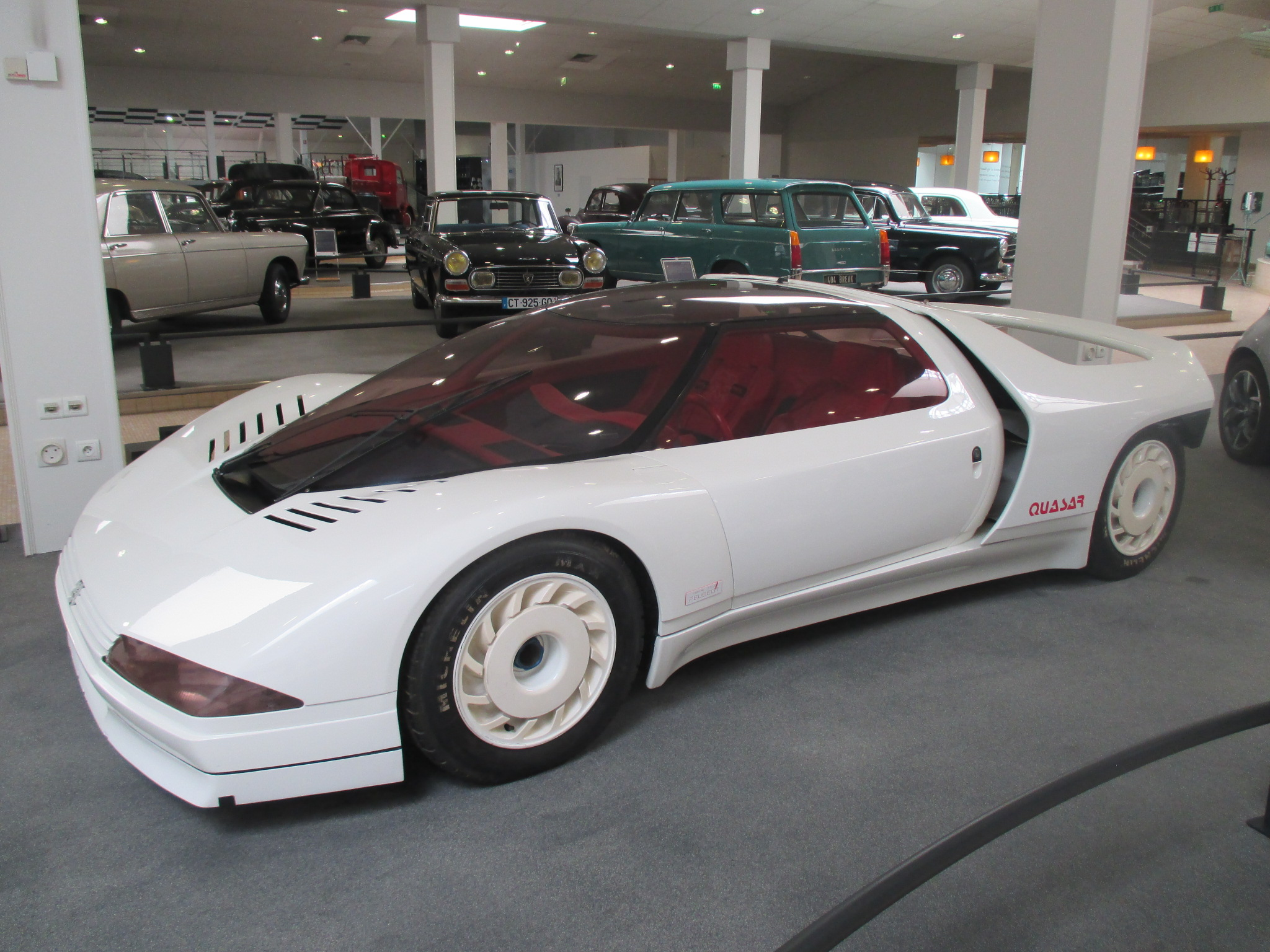
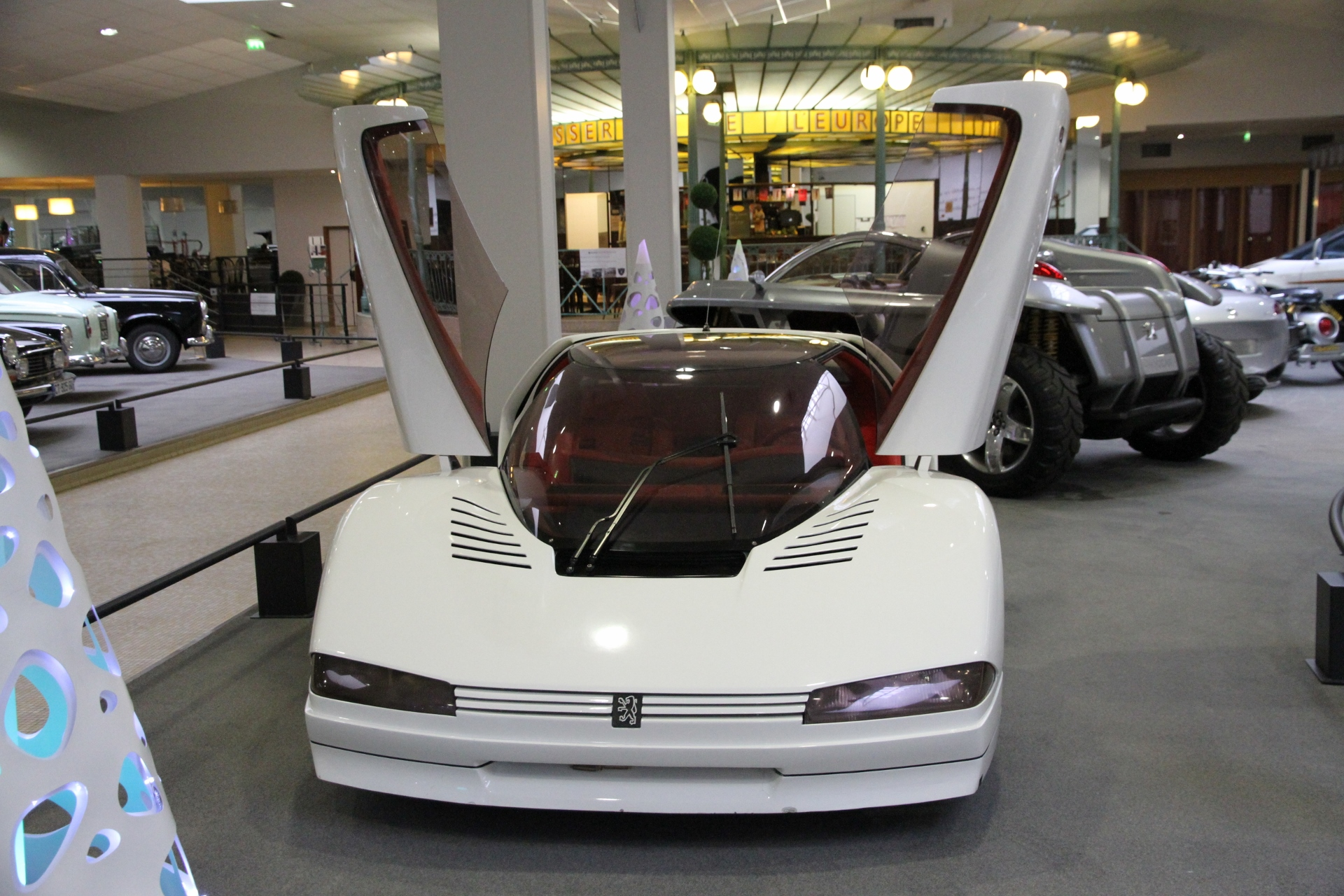
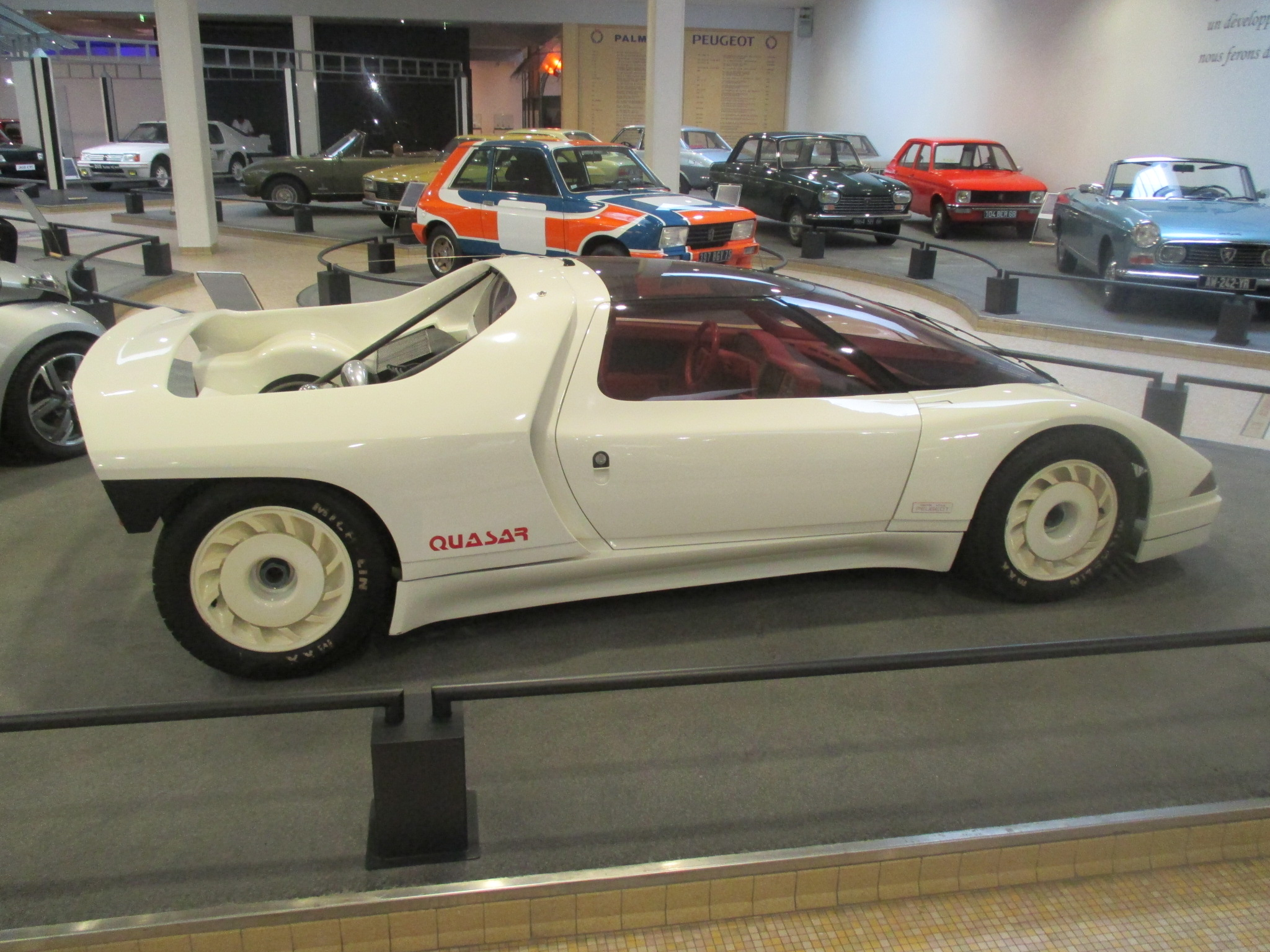
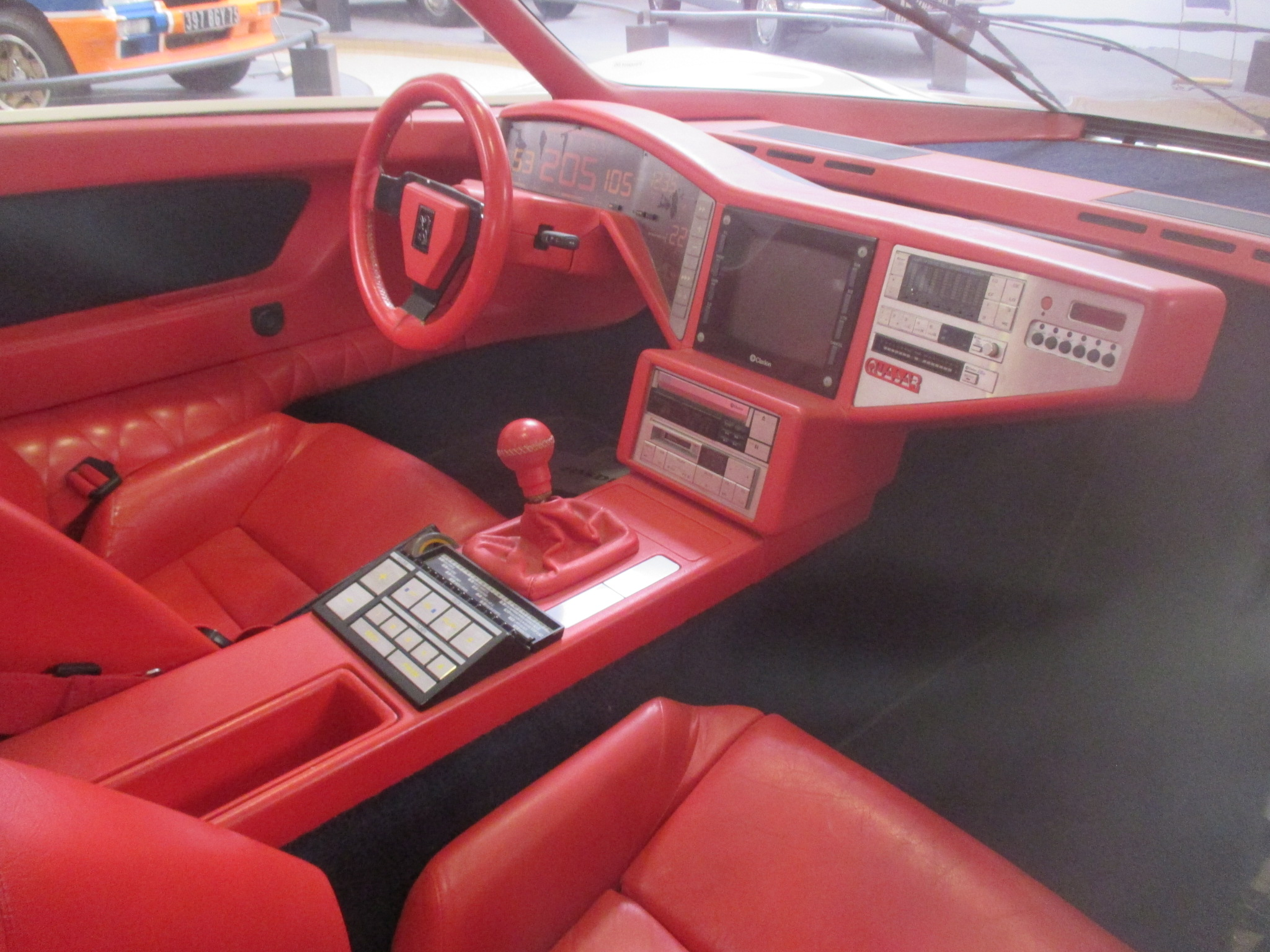

Le centre de style Peugeot la Garenne crée ce premier prototype historique de la marque, de voiture du XXIe siècle, à base de Peugeot 205 Turbo 16 emblématique des années 1980, inspirée d'astronautique, de science-fiction, et de techniques de pointe avant-gardiste des années 1980, avec :

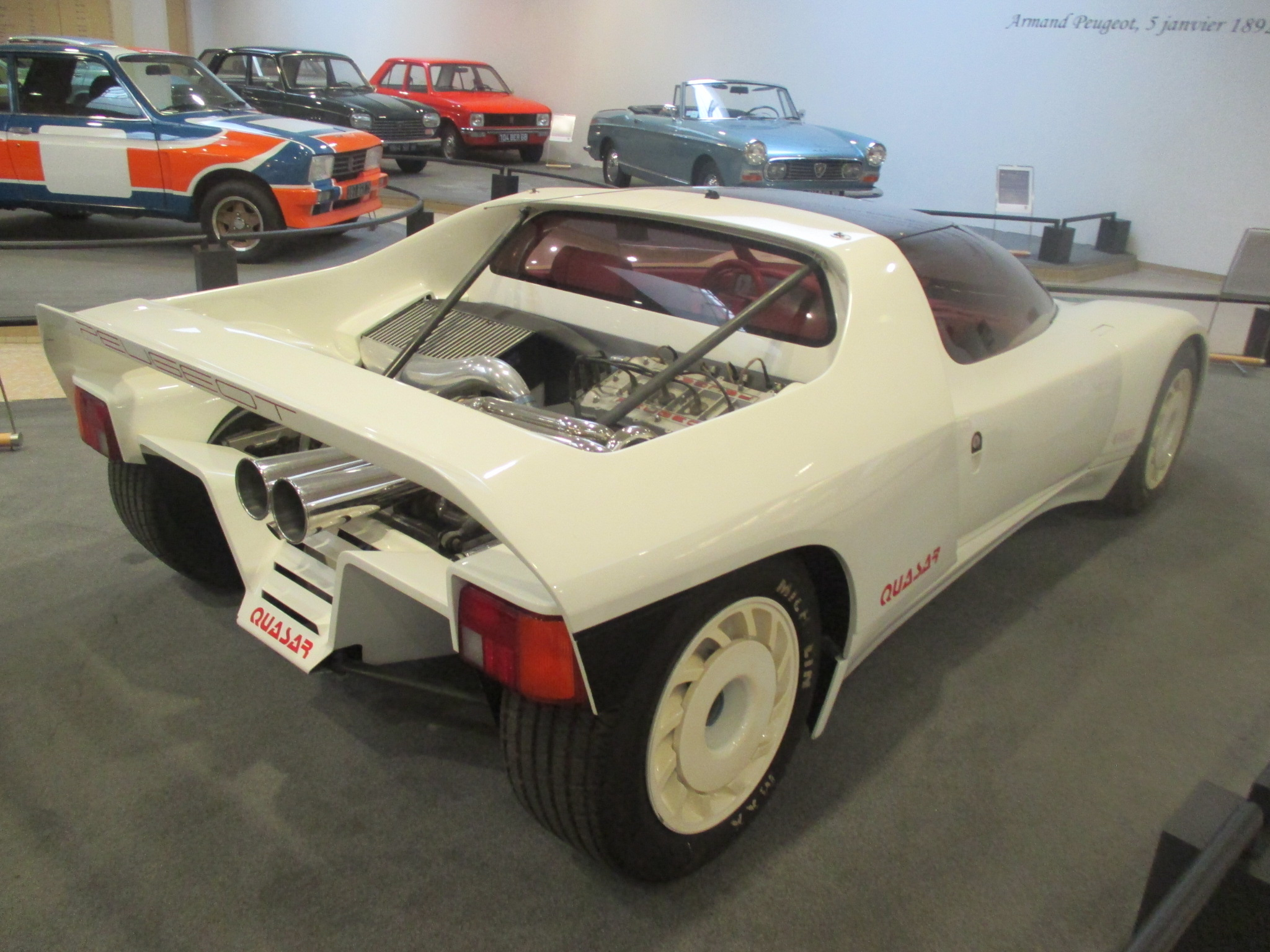
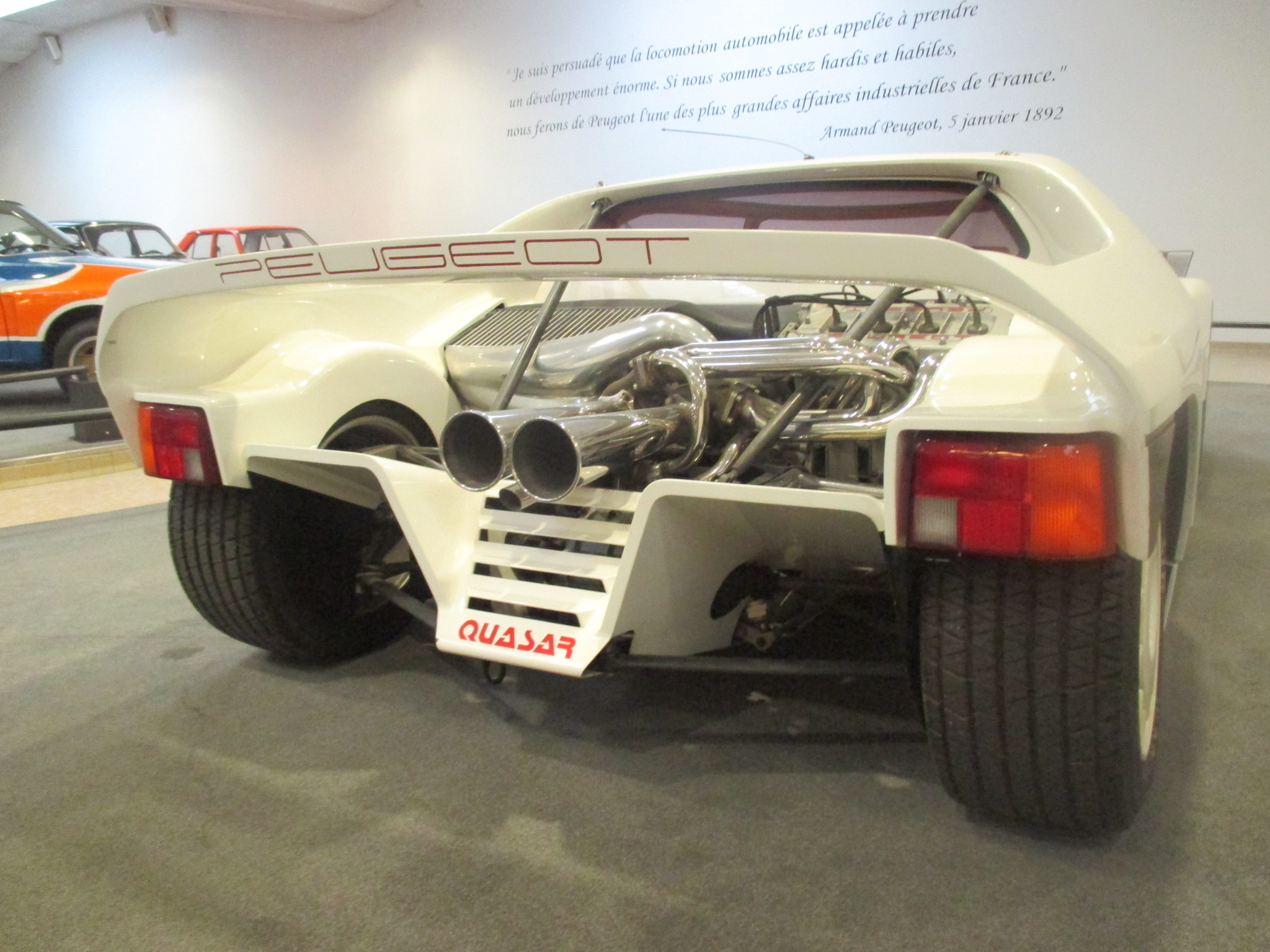
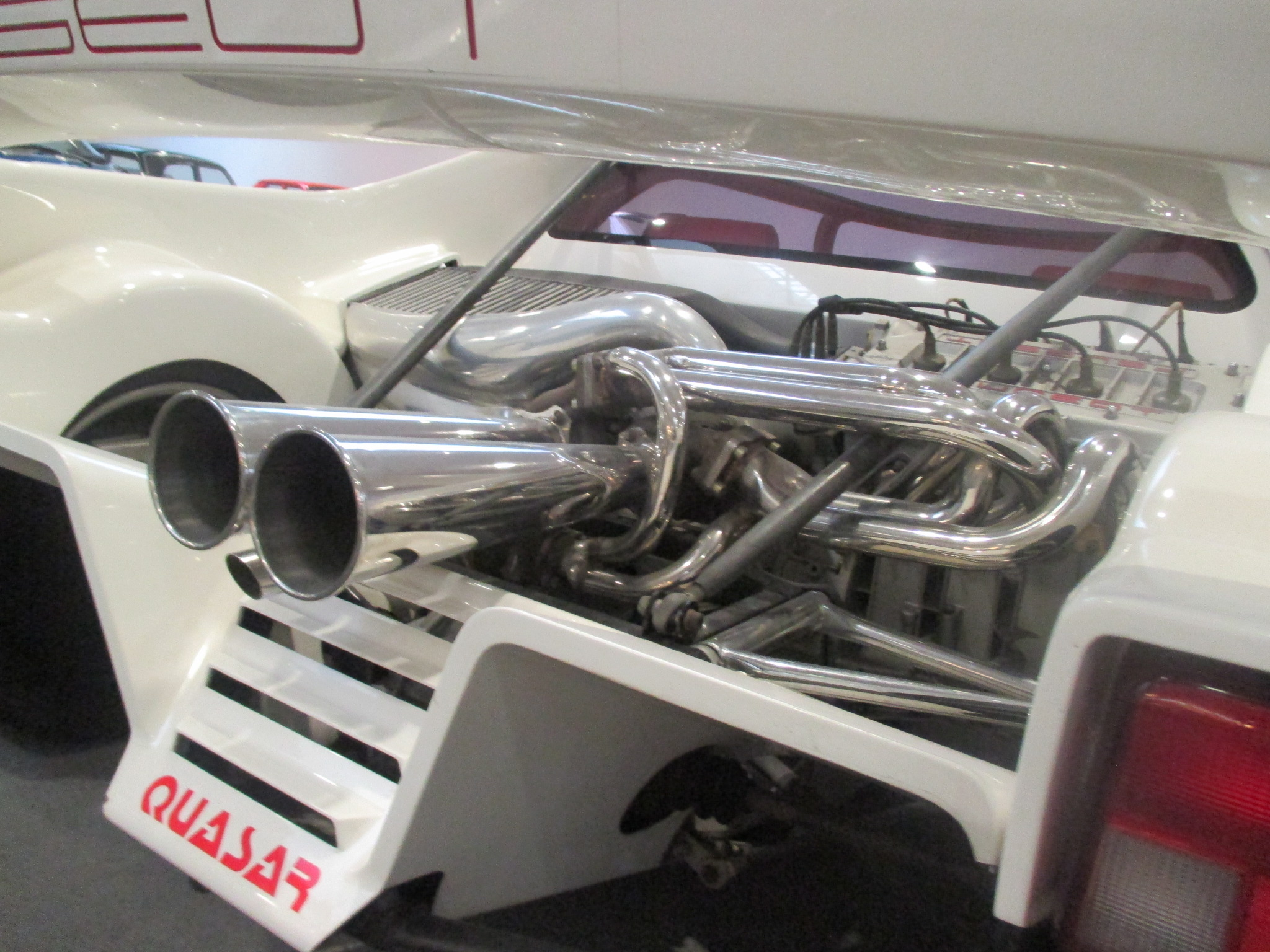
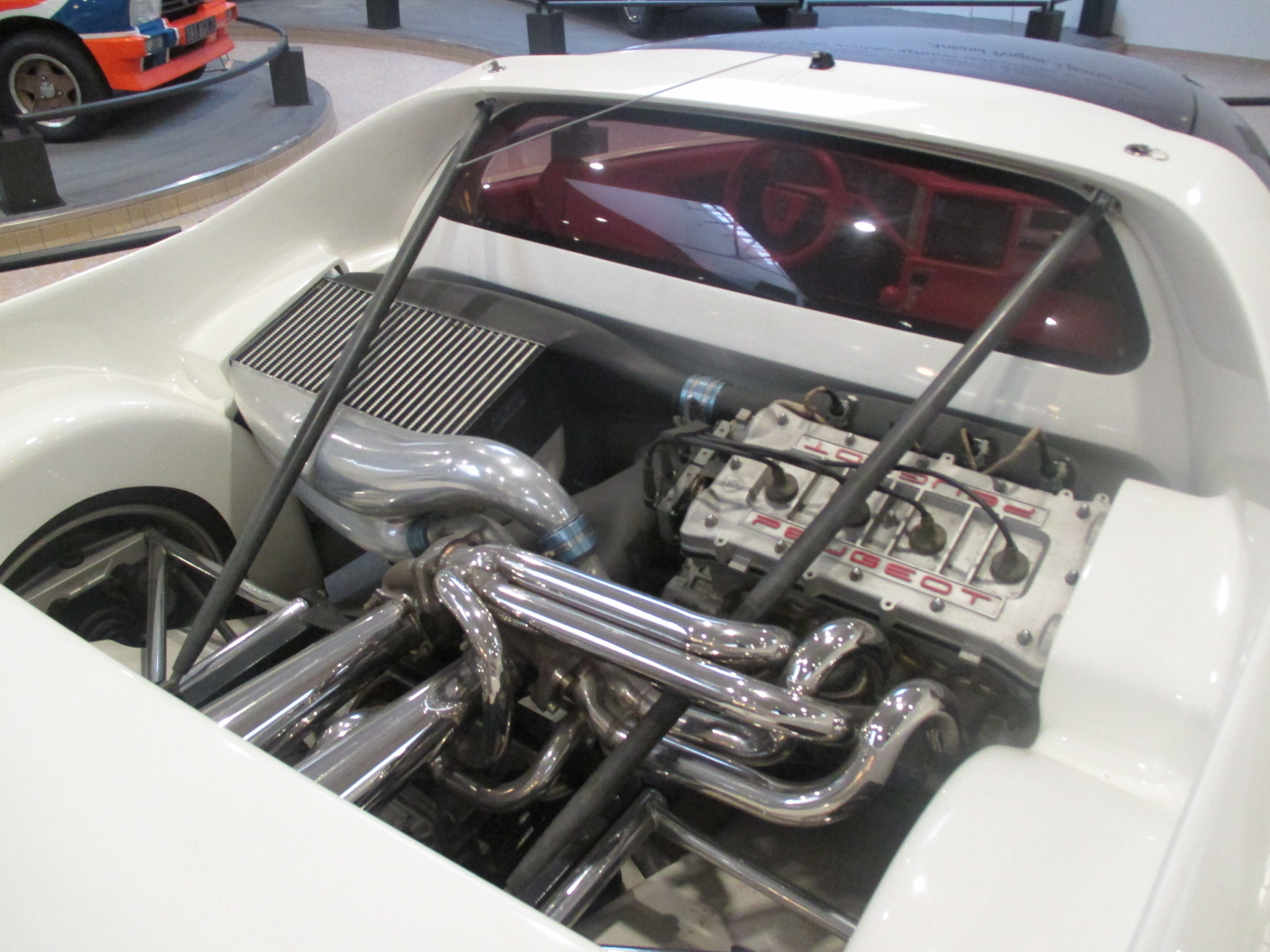

- châssis de Peugeot 205 Turbo 16, structure légère, carrosserie futuriste du designer Peugeot Gérard Welter, dôme hémisphérique en verre teinté panoramique, inspiré des cockpits d'avion de chasse / vaisseau spatial, porte en élytre, aileron arrière intégré
- habitacle du désigner Peugeot Paul Bracq, position de conduite de voiture de course, décor bleu et cuir rouge, acoustique étudiée pour la Hi-Fi...
- moteurs XU8T de Peugeot 205 Turbo 16, 4 cylindres, 1,8 litre, 16 soupapes, bi-turbo, DOHC, intercooler, poussé à 600 chevaux, position centrale arrière, à découvert, transmission intégrale
- suspensions à double triangulation dérivé de la Formule 1, boîte de vitesses 5 rapports, 4 freins à disque ventilés, pneumatique 255/50 Michelin MXX 16 pouces
- tableau de bord futuriste électronique à base d'écran à cristaux liquides, prémisse post avant-gardiste de GPS (assistant de navigation) à base d'ordinateur de bord Clarion, avec affichage de messages d’alerte, de cartes routières de navigation, et affichage de messages Télex / Télétel / Minitel, sur écran à tube cathodique intégré (voir photo du tableau de bord actif sur www.automanas.tv3.lt)...

Ce concept car inspire les modèles suivants : Peugeot Proxima, Peugeot Oxia, Peugeot 905, Peugeot Onyx...